# Самойлов, Фёдор Никитич (политик)
Фёдор Никитич Самойлов (12 [24] апреля 1882, Гомыленки, Владимирская губерния — 13 июня 1952, Кратово, Московская область) — деятель русского революционного рабочего движения, большевик.

## Биография
Родился 12 (24) апреля 1882 в с. Гомиленки Владимирской губернии в семье ткача. Член РСДРП с весны 1903 года (большевик), кандидат в члены ЦК (1922—1923). В 1906—1908 годах председатель профсоюза ситцепечатников. Партийная кличка «Архипыч».
В 1912 избран депутатом 4-й Государственной думы по рабочей курии Владимирской губернии, входил в большевистскую фракцию Думы.
Начальник Владимирского губернского жандармского управления доносил в Петербург, что «в глазах сознательных рабочих Самойлов является крупной единицей, с которой они считаются. Это сознание поддерживает в них и прикосновенность Самойлова к рабочей газете „Правда“, где от его имени печатаются статьи о положении рабочих, их нуждах, требованиях».

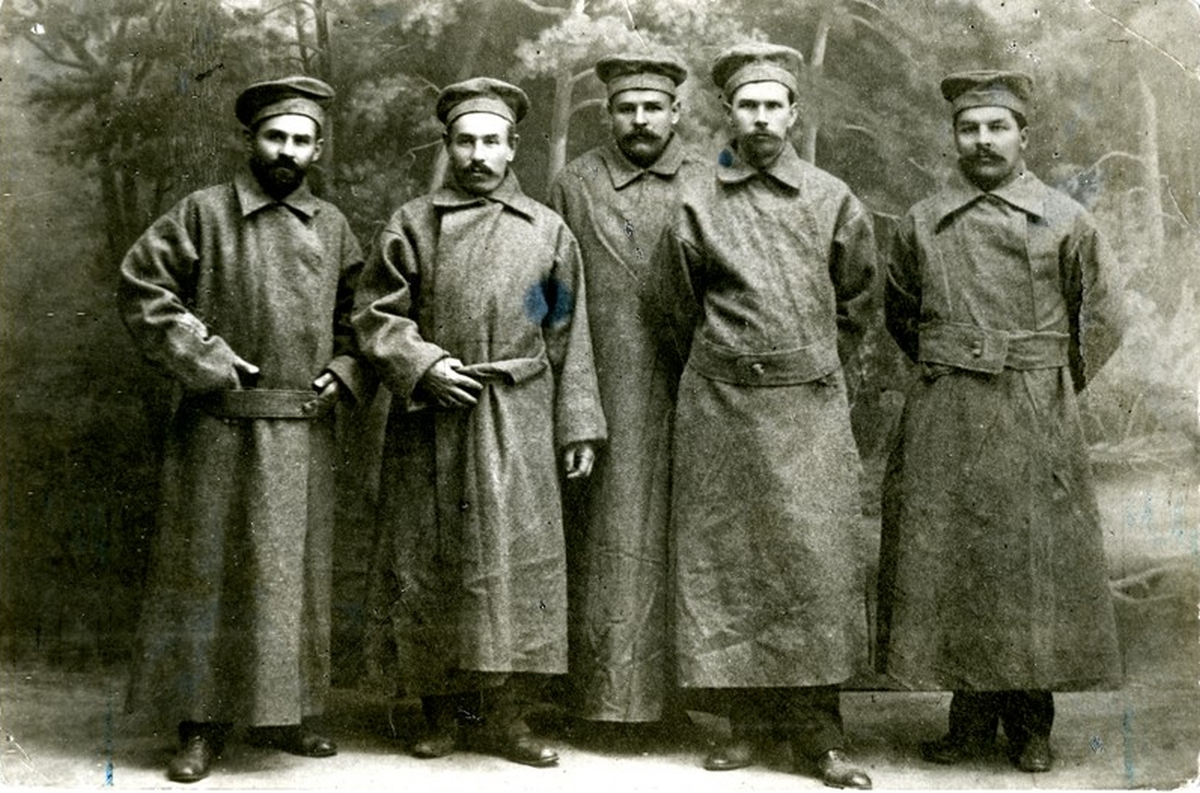
Большевики-депутаты IV Государственной Думы в ссылке. Слева направо: Г. И. Петровский, М. К. Муранов, А. Е. Бадаев, Ф. Н. Самойлов, Н. Р. Шагов

В ноябре 1914 года за антивоенную деятельность вместе с другими большевиками-депутатами Думы арестован и в 1915 году сослан на вечное поселение в Туруханский край.
После Февральской революции был председателем Иваново-Вознесенского совета.
В ночь с 3 на 4 апреля 1917 г. был среди встречавших В. И. Ленина на Финляндском вокзале, а на следующий день на собрании участников Всероссийского совещания Советов рабочих и солдатских депутатов слушал Апрельские тезисы.
В 1919 году заместитель наркома труда Украины; уполномоченный ВЦИК при правительстве Башкирскую АССР — Башкирском военно‑революционном комитете, участник Январского конфликта 1920 года в Башкирской АССР. В 1920—1921 годах заместитель наркома труда УССР.
В 1922—1928 годах заместитель заведующего Истпартом ЦК партии. В 1932—1935 годах заместитель председателя Всесоюзного общества старых большевиков. В 1937—1941 годах директор Государственного музея Революции.
С 1941 года персональный пенсионер.
Делегат 12, 14—17-го съездов партии. Кандидат в члены Центральной контрольной комиссии РКП(б) (1922—1923). Был членом ВЦИК.

## Семья
Его сын,[кто?] инженер, с начала войны ушёл на фронт в звании младшего лейтенанта, в конце 1941 года погиб.
Сын — Алексей Самойлов (1911—1937). Лейтенант, слушатель воен. академии; погиб.
Сын — Владимир Самойлов (1917—1991) — советский учёный, разработчик телевизионной техники, доктор технических наук, профессор.

## Память

Бюст Ф. Н. Самойлова в мемориале «Красная Талка»

Именем Самойлова назван комбинат ныне ОАО Самойловский текстиль и одна из улиц города Иваново.

## Киновоплощение
- 1966 — Ленин в Польше. В роли Фёдора Самойлова Геннадий Юхтин

## Сочинения
- Воспоминания. — М.; Л., 1922—1927. — 4 т.
- Большевики в IV государственной думе = Большевики в Четвертой государственной думе [Текст] / Ф. Самойлов; обл. : Р[идигер]. — [Москва] : ОГИЗ — Молодая гвардия, 1931. — 126, [2] с.; 18 см. — (Воспоминания старого большевика / под ред. А. И. Елизаровой и Ф. Кона).